# Операція «Провайд Реліф»
Операція «Провайд Реліф» (англ. Operation Provide Relief, укр. «Надання допомоги») — військова гуманітарна операція, що була частиною схваленої Організацією Об'єднаних Націй ініціативи під назвою «Об'єднана оперативна група» (UNITAF) для забезпечення та сприяння доставці гуманітарної допомоги постраждалим у ході громадянської війни в Сомалі. Ці зусилля були підтримані місією ЮНОСОМ I у світлі гострої продовольчої кризи, розпочатої та загостреної безперервною боротьбою між фракціями. Операцію очолили Сполучені Штати та інші західні країни, що надали війська. Однак більшу частину гуманітарної допомоги бойовики розграбували незабаром після прибуття. Це спонукало ООН прийняти Резолюцію 794, яка проклала шлях до більш потужної багатонаціональної операції «Відродження надії».

## Історія
У серпні 1992 року американські збройні сили розпочали операцію «Провайд Реліф», коли президент США Джордж Буш оголосив, що військові США підтримають багатонаціональну допомогу ООН у Сомалі. Десять літаків C-130 та 400 людей були зосереджені у кенійській Момбасі, здійснюючи авіаперевезення у віддалені райони Сомалі та зменшуючи залежність від конвоїв вантажних автомобілів. За шість місяців C-130 доставили 48 000 тонн продуктів харчування та медичних товарів міжнародних гуманітарних організацій, надаючи допомогу понад 3 мільйонам людей Сомалі, що постраждали від голоду.